# Церковь Всех Святых (Флоренция)
Церковь Всех Святых, или Церковь Оньиссанти (итал. La сhiesa di Ognissanti), полное название: Церковь Сан-Сальваторе-ин-Оньиссанти (итал. La chiesa di San Salvatore in Ognissanti — Церковь во имя Святого Спасителя и всех святых) — церковь в архиепархии Флоренции Римско-католической церкви на площади Всех святых в городе Флоренция, в регионе Тоскана, в Италии. Находилась под покровительством знатной флорентийской семьи Веспуччи (в которую входил и знаменитый Америго, мореплаватель, давший свое имя Америке). В церкви похоронены самые прославленные представители этой семьи.

## История
Церковь была основана в 1251 году. Вначале являлась частью монастыря монахов-гумилиатов, прибывших во Флоренцию в 1239 году из Алессандрии. Хотя их устав и был одобрен Папой Гонорием III, позднее мужская ветвь ордена подпала под влияние ереси вальденсов и была запрещена.
В 1571 году гумилиаты покинули церковь и монастырь по воле Козимо I, который передал их монахам францисканцам-обсервантам. Францисканцы принесли в церковь великую святыню, монашескую рясу святого Франциска Ассизского, которая была на нём в 1224 году во время получения стигматов на горе Ла-Верна. Они отремонтировали церковь и в 1582 году заново освятили её во имя Святейшего Спасителя и Всех святых. Guida d’Italia. Firenze e provincia (Guida Rossa). Milano: Edizioni Touring Club Italiano, 2007.
Колокольня церкви относится к XIII—XIV векам. В 1627 году церковь была перестроена внутри по проекту архитектора Маттео Сегалони при участии Себастьяно Петтиросси по заказу Фердинандо II Медичи, с радикальной реконструкцией, которая определила нынешний вид церкви. Были созданы новые алтари, картины и скульптуры. Хор монахов был разрушен, а на его месте был построен главный алтарь по проекту Якопо Лигоцци.
В 1637 году храм приобрёл свой современный вид. Фасад, спроектированный Маттео Ниджетти в стиле сдержанного флорентийского барокко, был завершён в камне (перестроен в 1872 году из травертина и увенчан большим гербом Флоренции) на средства братьев Антонио и Алессандро деи Медичи. Над главным порталом поместили терракотовый рельеф Бенедетто Бульони «Коронация Девы в окружении святых». В 1770 году Джузеппе Ромеи расписал потолок храма, создав цикл фресок «Небесная слава святого Франциска».
После первого закрытия в период наполеоновской оккупации в 1810 году монастырь был окончательно упразднён в 1866 году. В 1923 году в его постройках разместились казармы карабинеров. У францисканцев осталась только церковь, получившая статус приходского храма, и приход бенедиктинской монашеской братии, они оставались там до 2005 года. В том же году прибыли «францисканские братья Непорочной» (Frati francescani dell’Immacolata), которые управляли монастырём до 2016 года. Осенью 2016 года церковь вернулась в управление францисканской ветви младших братьев (Frati minori).

## Интерьер церкви и произведения искусства
Церковь имеет один неф (95 x 14 м) с глубоким трансептом, имеющим несколько капелл, в которых хранится множество ценнейших произведений искусства: алтарных картин, фресок, рельефов флорентийских художников. Интерьер кажется почти нетронутым за многие века своей истории и этим уникален среди крупных церквей Флоренции. Около 1310 года для главного алтаря церкви Джотто написал образ «Маэста» (Величание Мадонны), получивший название «Мадонна Оньиссанти», ныне хранится в галерее Уффици во Флоренции. Там же, в алтаре церкви, находился доссаль, или ретабло, с изображением «Успения» (Dormitio Virginis) согласно византийской иконографии (в католическом варианте: «Взятие Пресвятой Девы Марии в небесную славу»), вероятно, часть (пределла) бокового алтаря, также работы Джотто. Ныне хранится в Берлинской картинной галерее.
В сакристии храма имеются другие произведения искусства XIV века, такие, как фреска «Распятие» Таддео Гадди и «Крест Оньиссанти» (Crocifisso di Ognissanti) Джотто. В XV веке в храме появились фрески Сандро Боттичелли и Доменико Гирландайо. В 1480 году художники написали две фрески по сторонам нефа: справа — Боттичелли «Святой Августин в кабинете», слева — Гирландайо «Святой Иероним в кабинете». Работе последнего также принадлежат фрески «Пьета» и «Богоматерь Милосердная» в капелле Веспуччи.
В капелле Веспуччи находится алтарь с остатками фресок Д. Гирландайо: Положения во гроб и Мадонны делла Мизерикордия (Мадонны Милосердия, или «Мадонны с плащом милосердия», 1472—1475), на которых он изобразил своих покровителей, членов семьи Веспуччи, преклонивших колени под защитной мантией Мадонны. Рядом с алтарём — мраморное тондо, украшенное гербом Веспуччи, который указывает на захоронения семьи, где покоятся её самые прославленные члены, в том числе Америго, потомок мореплавателя, и красавица Симонетты Веспуччи.
На главном алтаре церкви ранее находился «Полиптих Оньиссанти» работы Джованни да Милано, который теперь хранится в галерее Уффици. В монастыре были построены здание капитула, трапезная и аптека. В 1602 году над дверями келий и между окнами появились медальоны с полуфигурами францисканских святых работы Антонио Доменико Бамберини (1687). Тогда же были разрушены хоры, на месте которых Якопо Лигоцци поставил новый алтарь, украсив его полудрагоценными камнями (1593—1605). Внутри алтаря есть небольшая комната, в которой хранится облачение Святого Франциска Ассизского, которое было на нём в Ла Верне во время чуда со стигматами. Главная капелла также украшена бронзовым распятием работы Бартоломео Ченнини (1669—1674), четырьмя мраморными статуями святых: Франциска, Антонио Падуанского, Бернардина Сиенского и Диего д’Алькала, приписываемыми Симоне Чоли, и двух ангелов работы Андреа ди Симоне Ферруччи.
В начале XVII века по заказу монахов храм был расписан также Якопо Лигоцци, Джованни да Сан-Джованни и другими художниками. Темой фресок стали истории из жизни святого Франциска параллельно эпизодам из жизни Иисуса Христа.
В церкви Оньисанти находятся погребения знаменитого живописца Сандро Боттичелли и его возлюбленной Симонетты Веспуччи, Каролины Бонапарт, резчика гемм и медалей Джованни Антонио Сантарелли, Луиджи дель Буоно. Согласно легенде, Сандро Боттичелли завещал похоронить себя «в ногах» рано умершей красавицы Симонетты Веспуччи, в которую он был безнадёжно влюблён и которая послужила прообразом его знаменитых женских изображений, что и было исполнено через тридцать четыре года после её смерти. В боковом приделе церкви действительно «в ногах» гробницы Симонетты в пол вмонтирована круглая плита с памятной надписью, сообщающей, что здесь в 1510 году похоронен Алессандро Филипепи (настоящее имя художника).

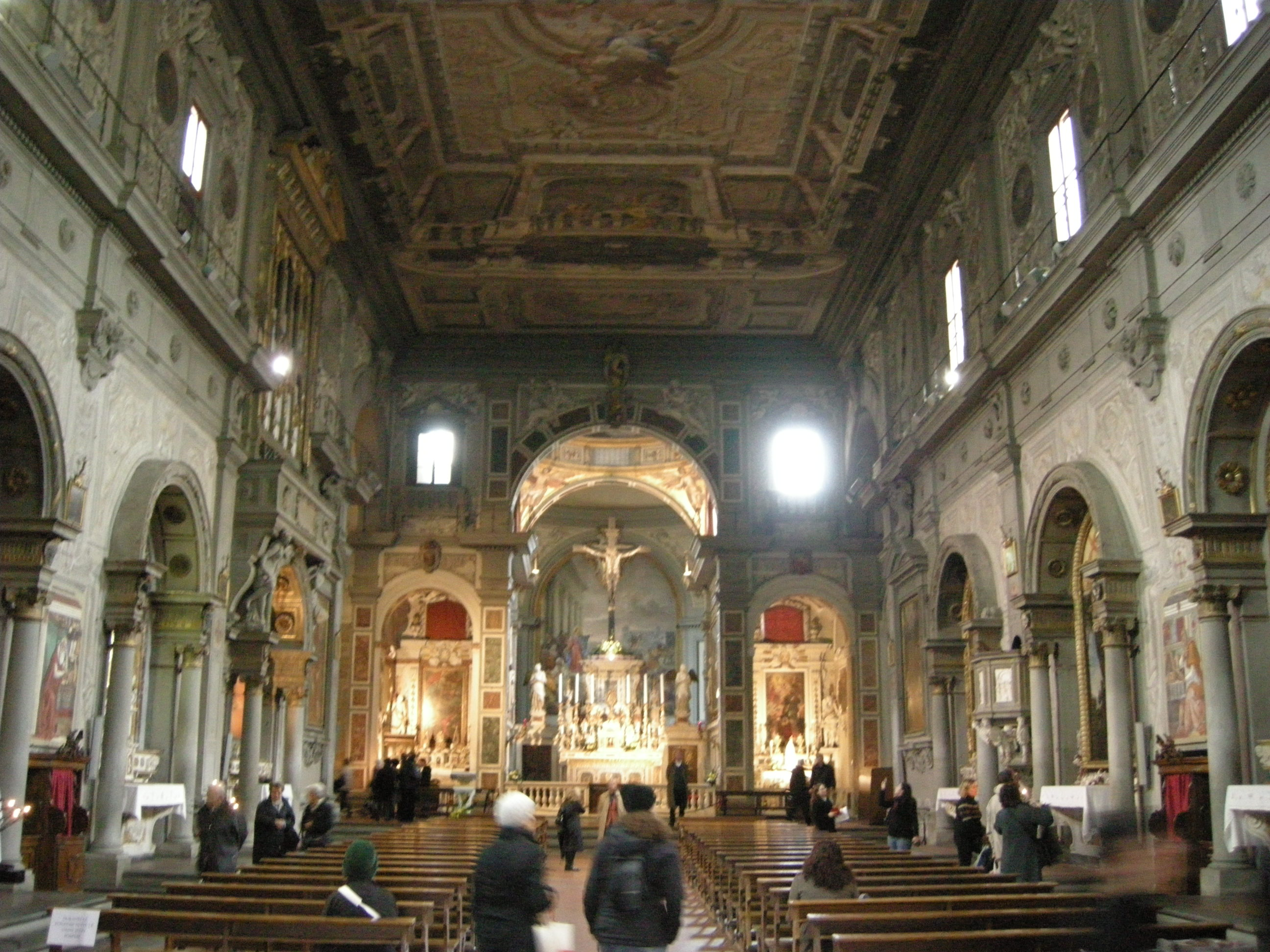
Интерьер церкви Оньиссанти
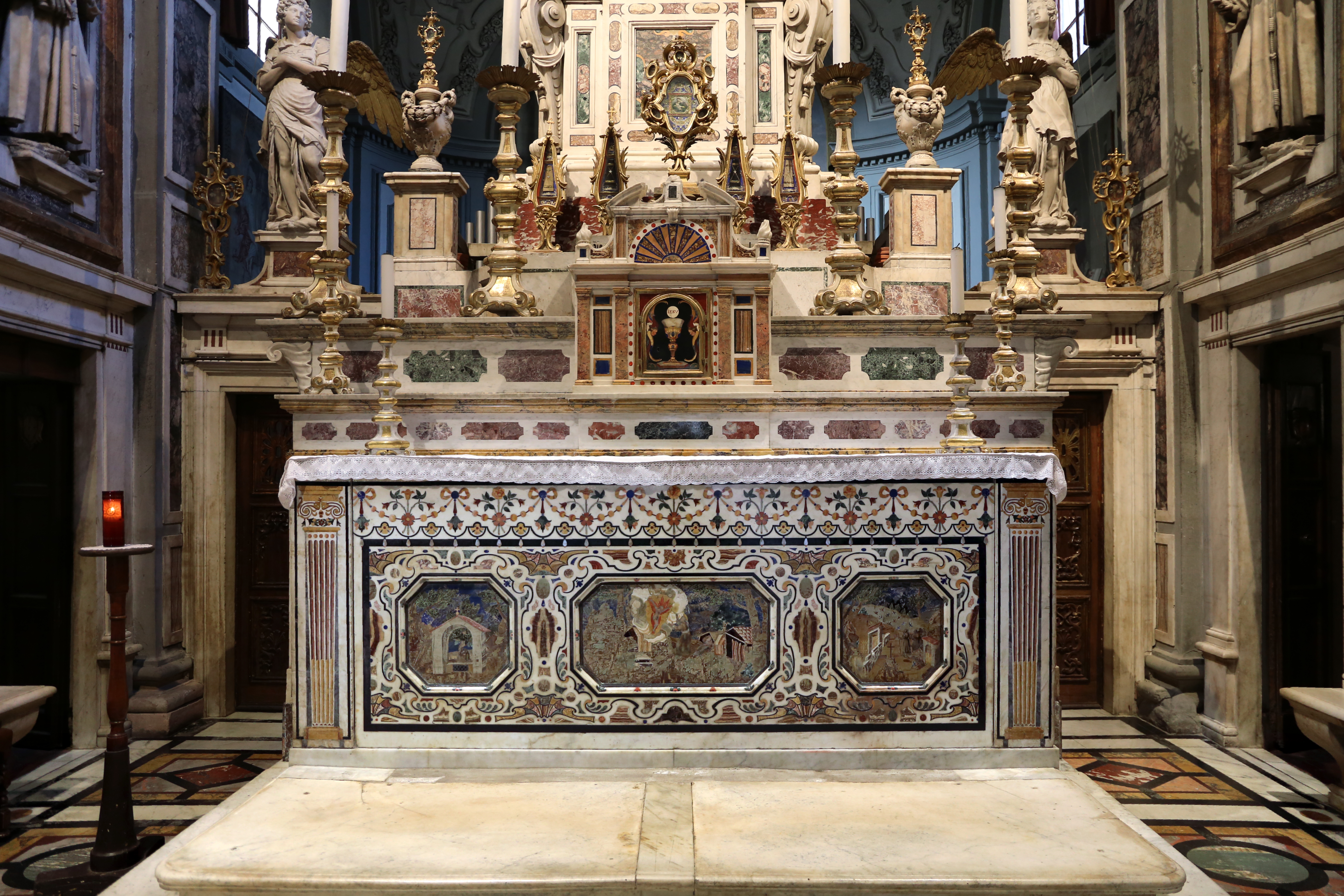
Главный алтарь. 1593—1605. Я. Лигоцци
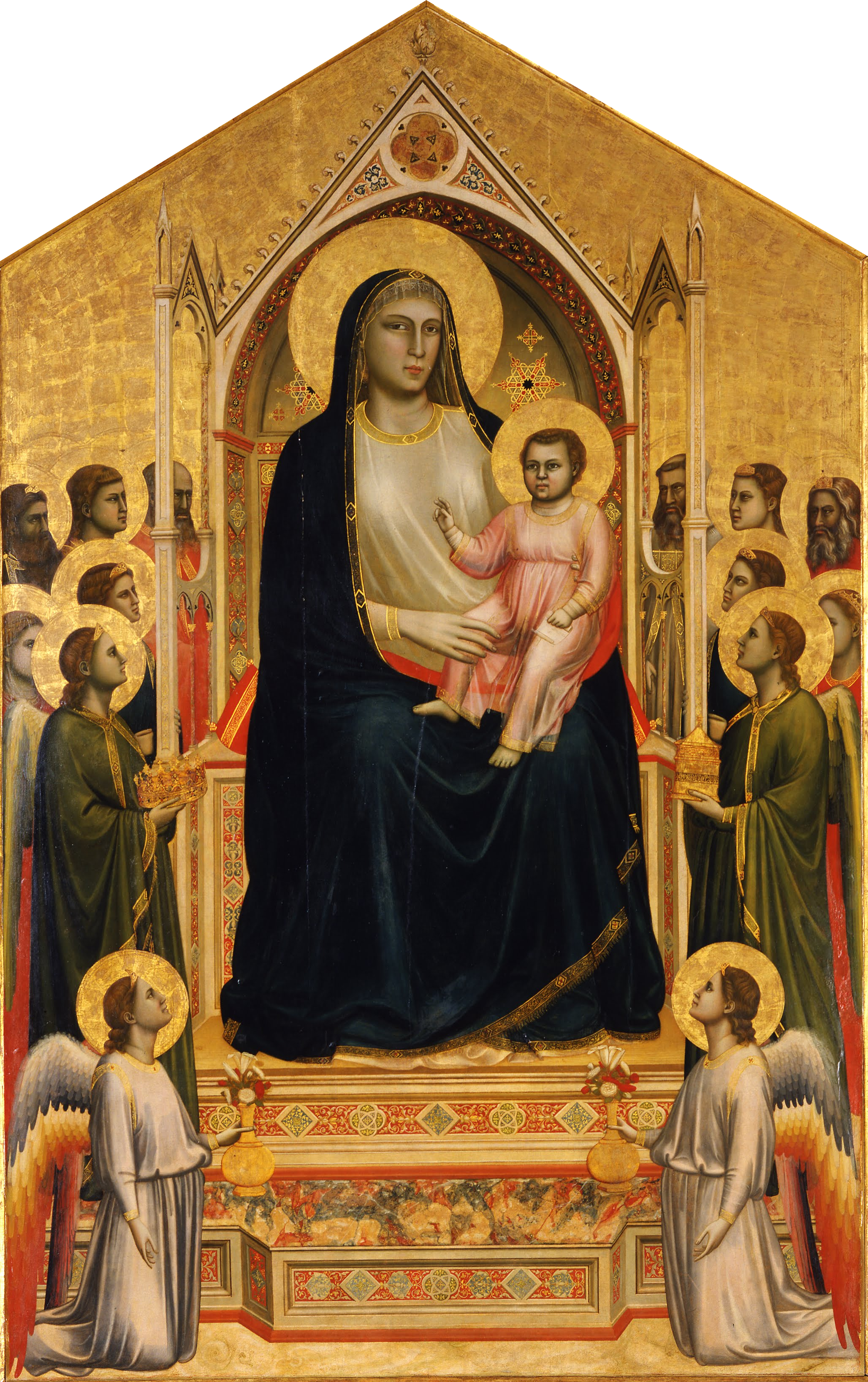
Джотто. Маэста (Величание Мадонны, или Мадонна Оньиссанти). Ок. 1310 г. Дерево, темпера, золочение. Уффици, Флоренция
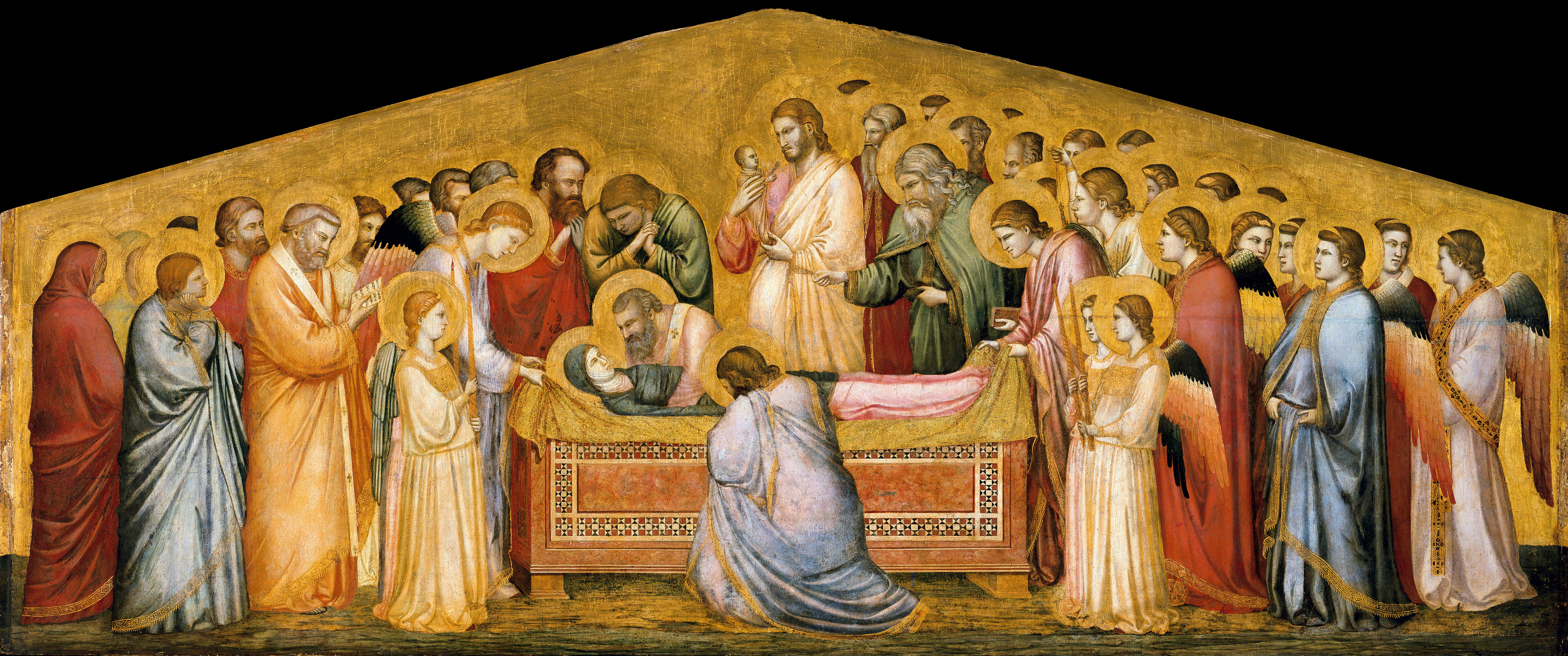
Джотто. Взятие Пресвятой Девы Марии в небесную славу. 1310. Дерево, темпера, золочение. Пределла алтаря. Берлинская картинная галерея
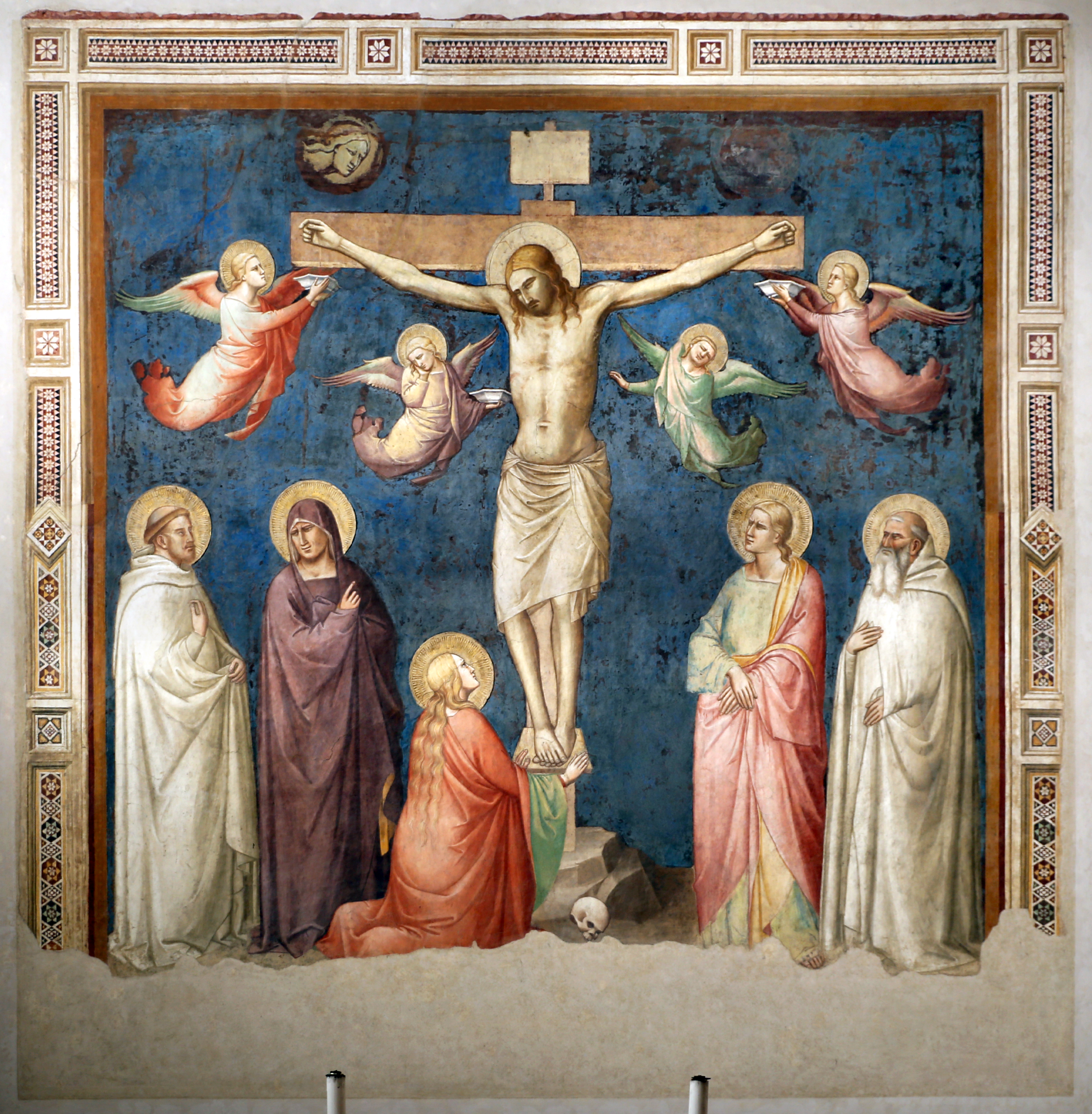
T. Гадди. Распятие. 1330—1340. Сакристия
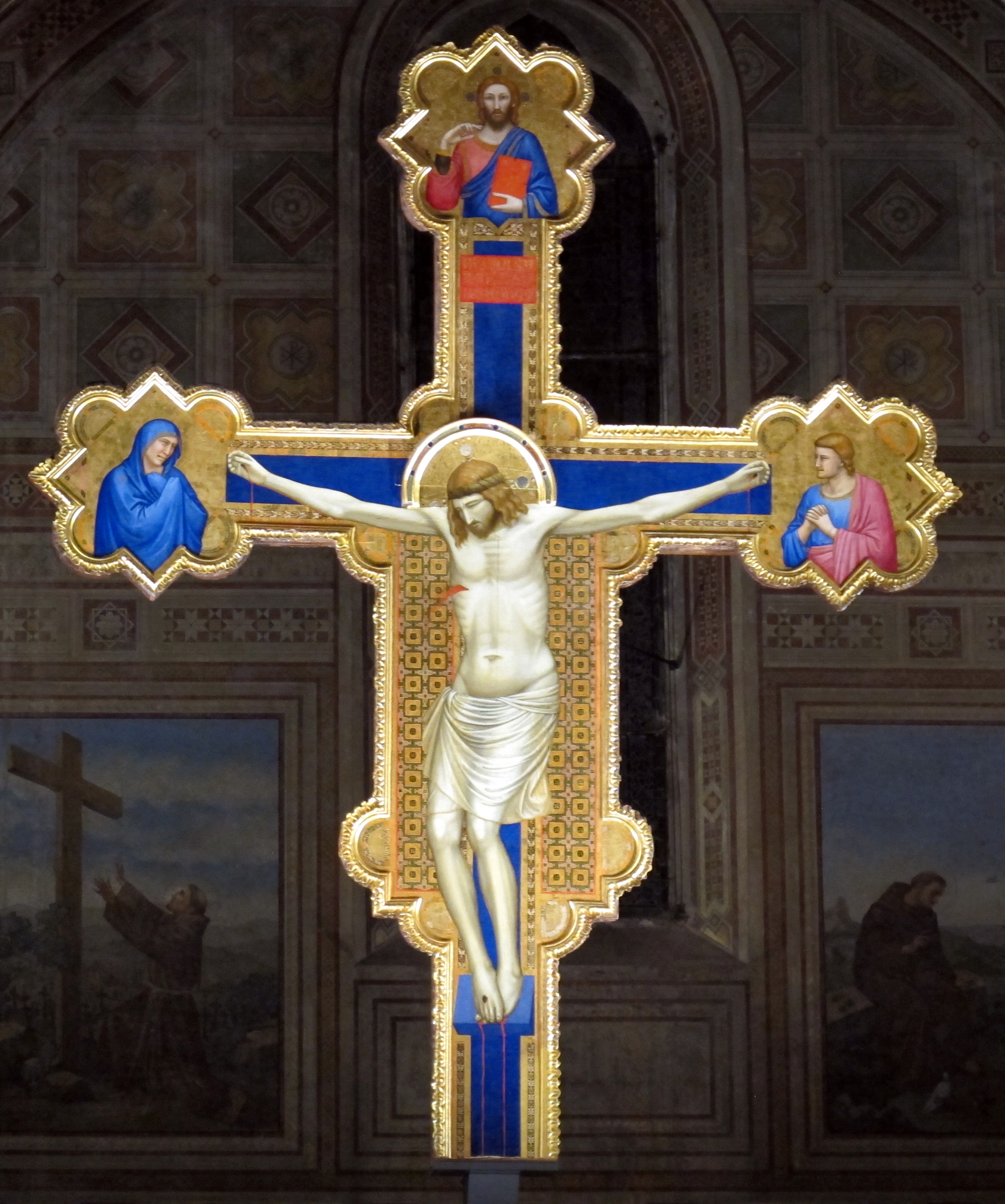
Джотто. «Крест Оньиссанти». 1315. Дерево,темпера
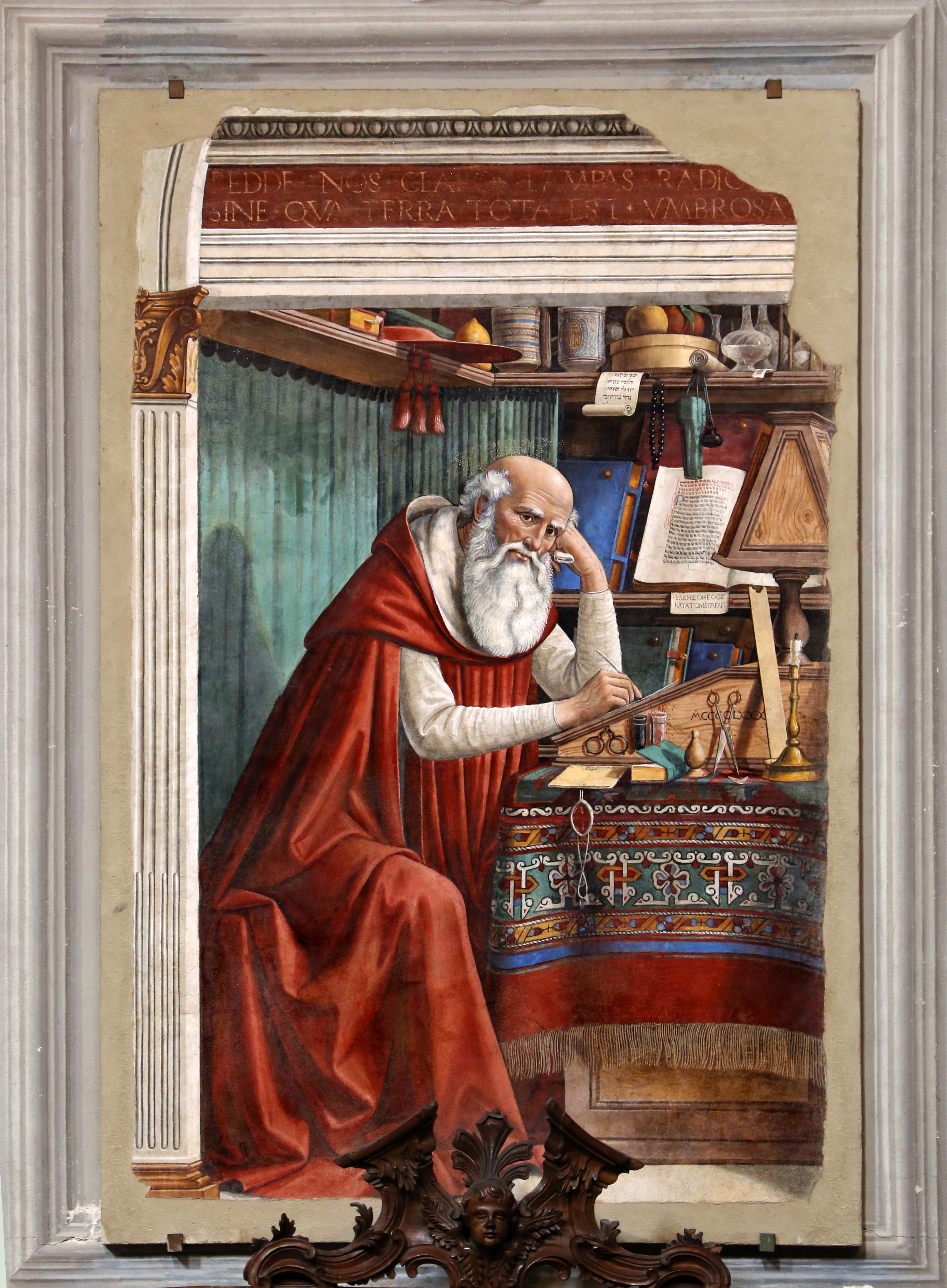
Д. Гирландайо. Святой Иероним в кабинете. 1480. Фреска апсиды
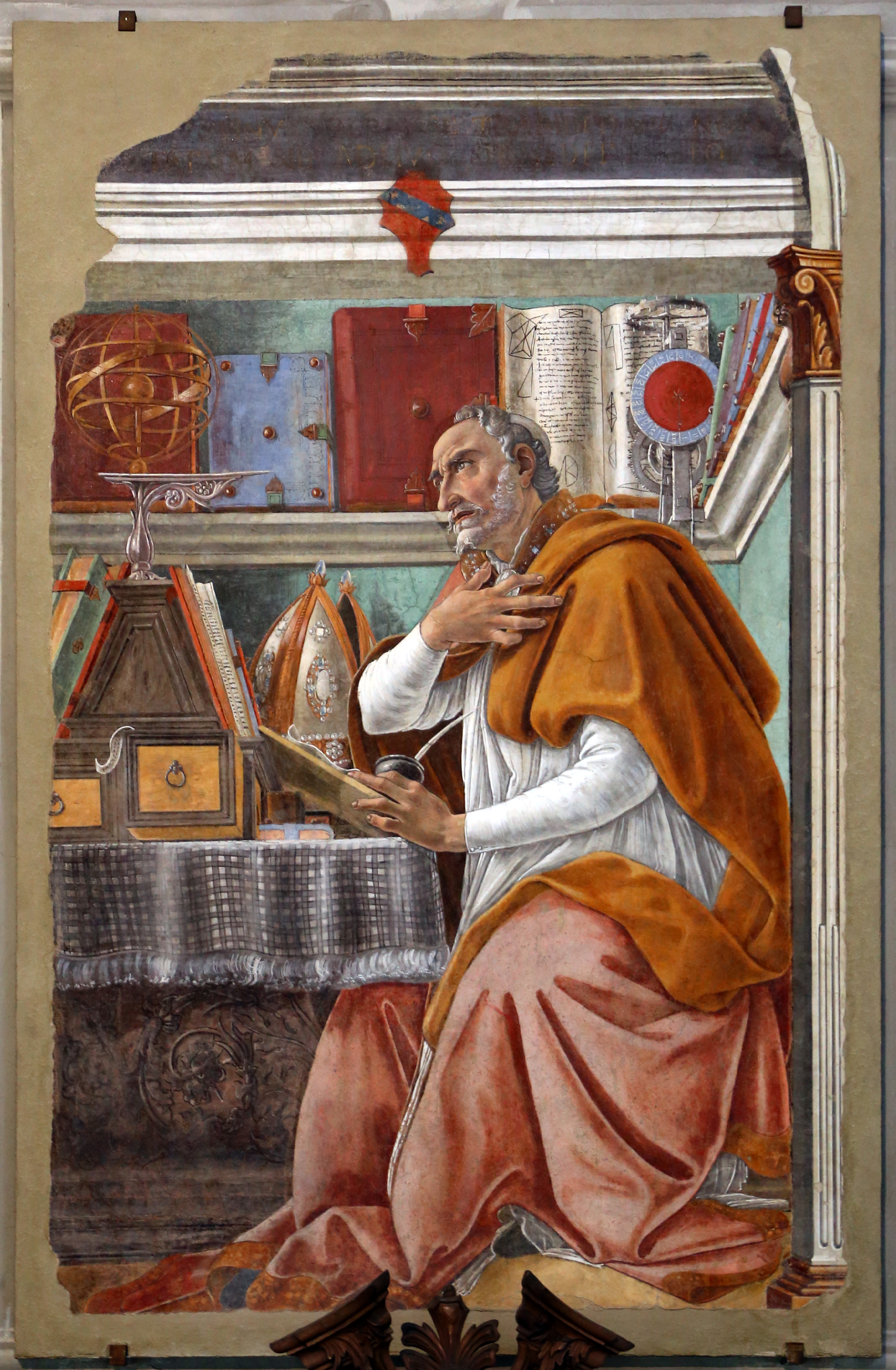
С. Боттичелли. Святой Августин в кабинете. 1480. Фреска апсиды
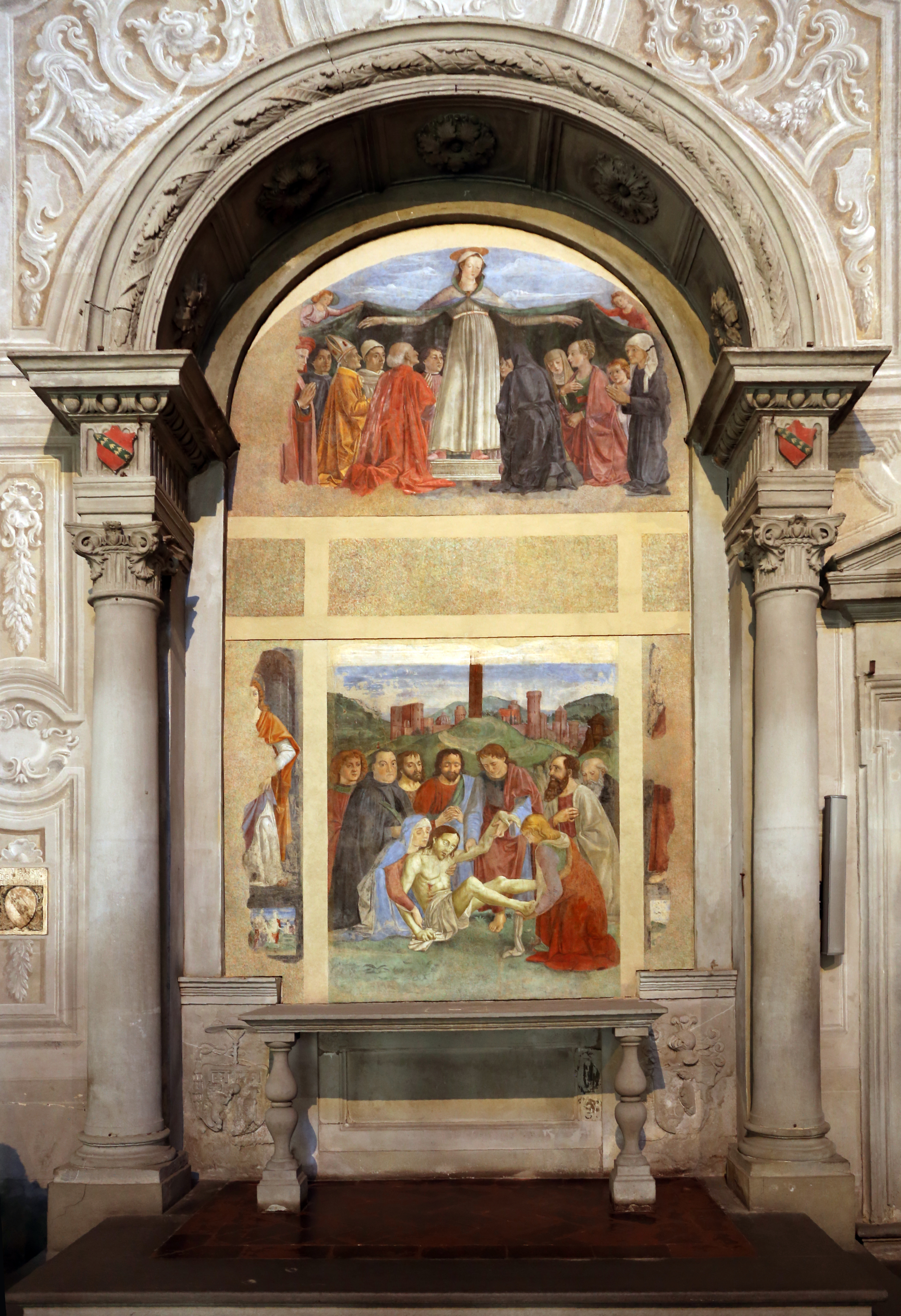
Алтарь Веспуччи. Д. Гирландайо. Положение во гроб. Мадонна Мизерикордия. Ок. 1472 г. Фрески
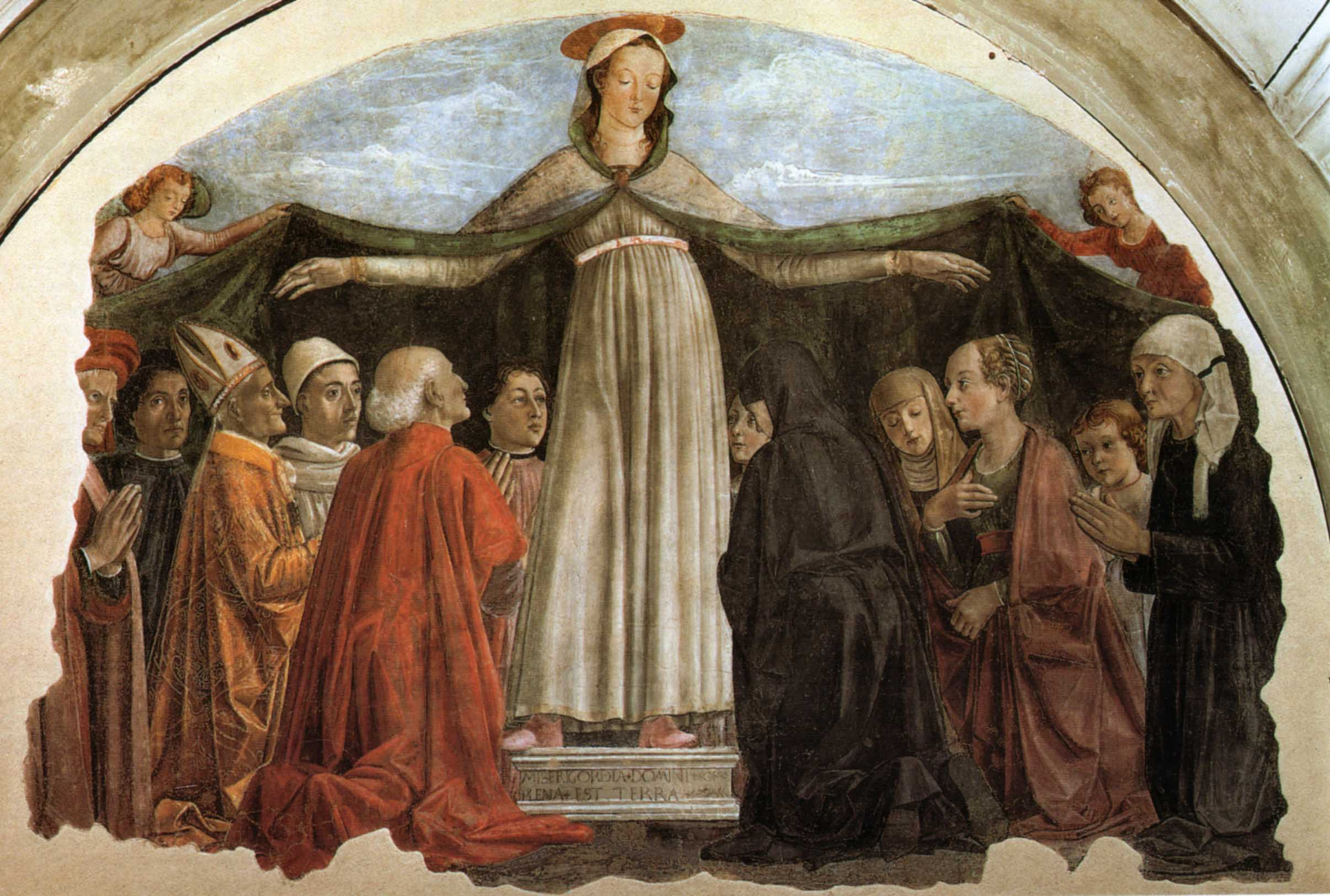
Д. Гирландайо. Мадонна Мизерикордия (Милосердная) в окружении членов семьи Веспуччи. Ок. 1472 г. Фреска
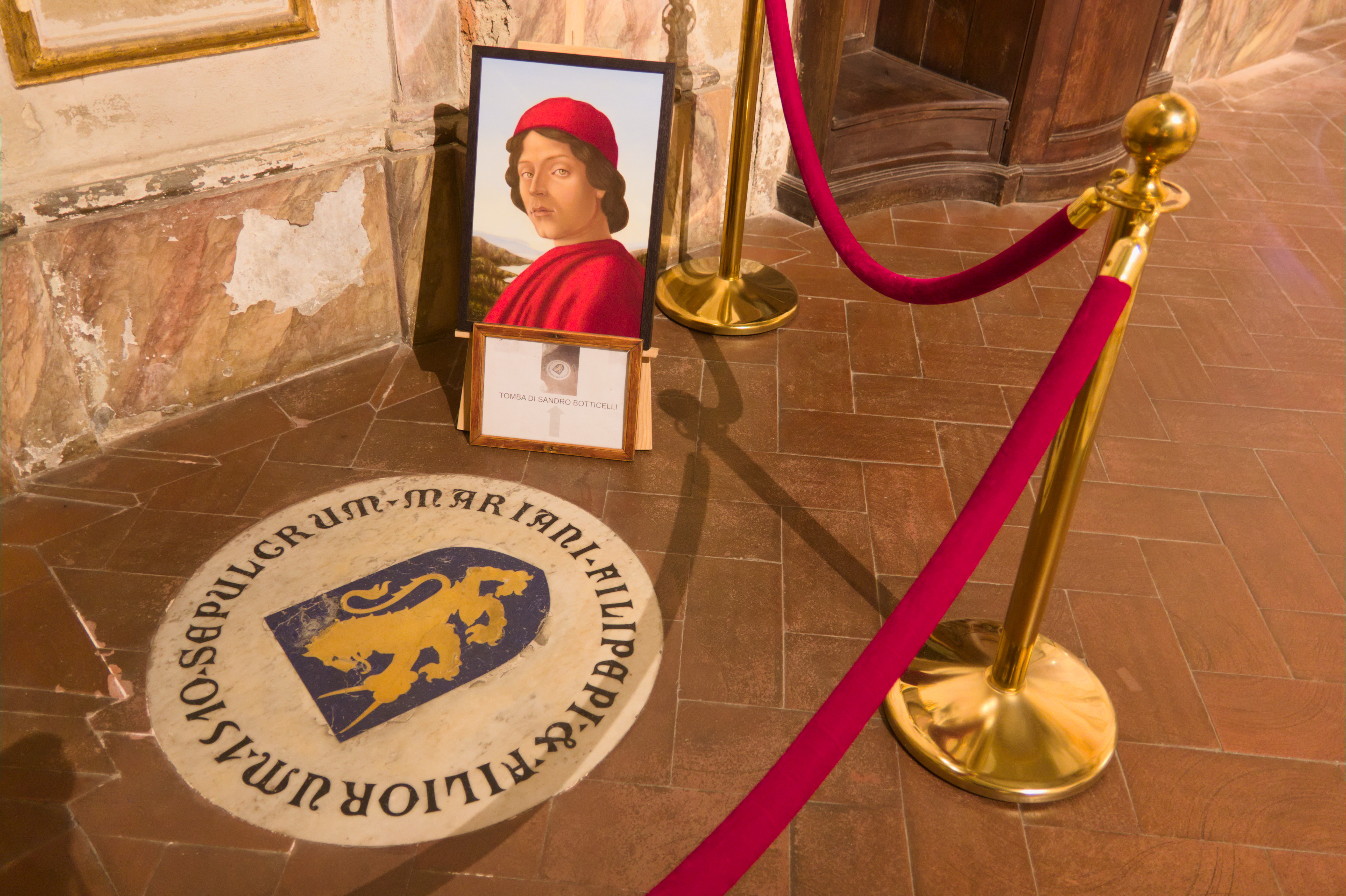
Захоронение А. Филипепи (С. Боттичелли) в капелле Веспуччи

## Трапезная Оньиссанти и «Тайная вечеря» Гирландайо
Между двух внутренних дворов монастыря Оньиссанти располагается трапезная (итал. Il Cenacolo di Ognissanti), в которой находится знаменитая фреска работы Доменико Гирландайо «Тайная вечеря» (dell’Ultima Cena; 400 x 810 см), датируется 1480 годом. В настоящее время помещение бывшей трапезной монастыря действует как музей. В ходе реставрационных работ была обнаружена синопия фрески (подготовительный рисунок), которая сейчас экспонируется на левой стене помещения.
Доменико Гирландайо написал ещё три фрески на сюжет Тайной вечери Христа с учениками: в трапезной монастыря Бадиа-ди-Пассиньяно (1476), в монастыре Сан-Марко (1486) и в трапезной монастыря Сан-Донато-ин-Польвероза (эта фреска не сохранилась). Со временем фреска Гирландайо в Оньиссанти был почти забыта; её посчитали менее выдающейся, чем произведения других художников на ту же тему: Андреа дель Кастаньо в трапезной церкви Сант-Аполлониа и Андреа дель Сарто в трапезной Сан-Сальви (также во Флоренции), а также прославленной росписи Леонардо да Винчи в трапезной доминиканского монастыря Санта-Мария-делле-Грацие в Милане (1495—1498).
Однако Леонардо да Винчи видел фреску Гирландайо и заимствовал новаторскую композицию, придуманную Гирландайо, в которой действующие лица не возлежат, а чинно восседают за одним столом, однако фигуру Иуды он, в отличие от Гирландайо, поместил не отдельно, а вместе со всеми. На подготовительных рисунках видна схема Гирландайо, которую затем Леонардо изменил. Гирландайо много внимания уделил психологии персонажей, изображению блюд на столе (вопреки исторической правде, отражающих вкусы не иудеев в Палестине, а флорентийцев эпохи Возрождения), а за условно изображённой стеной трапезной — показал райский сад.

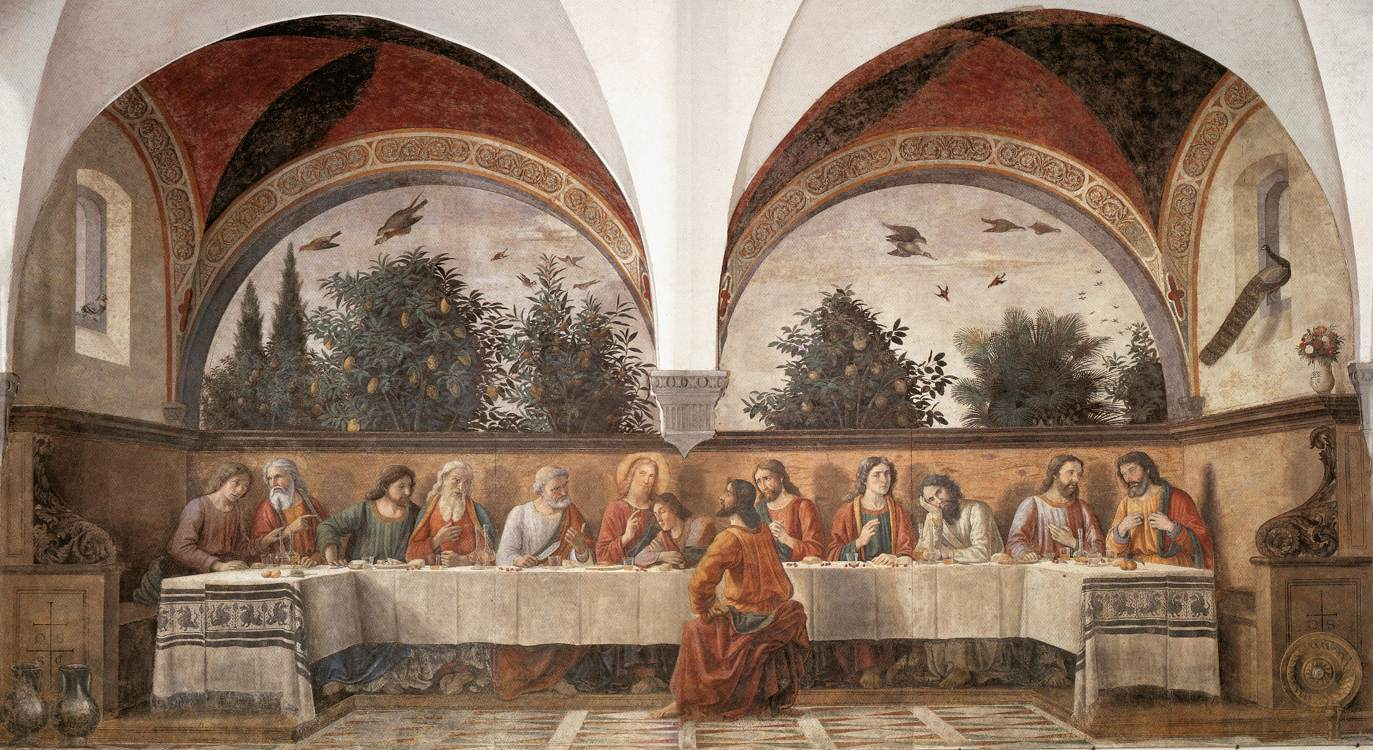
Д. Гирландайо. Тайная вечеря. 1480. Фреска
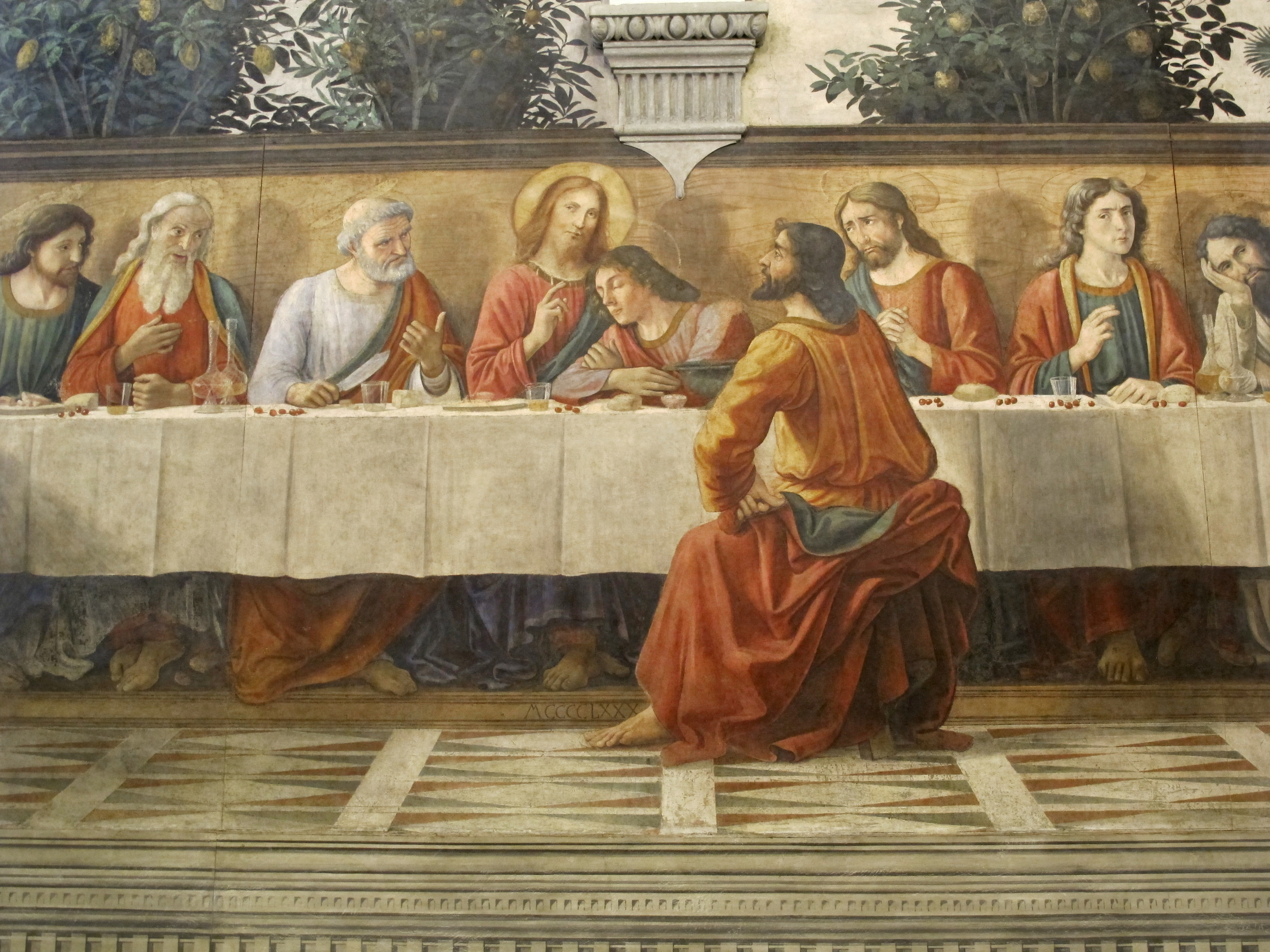
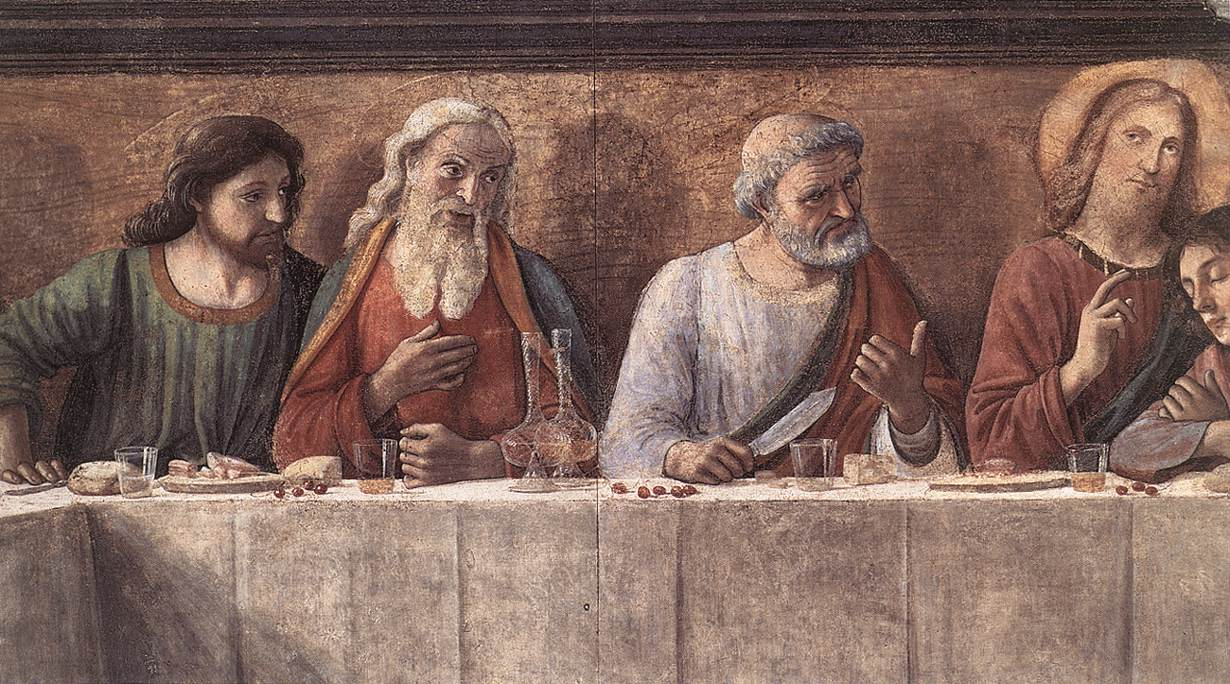
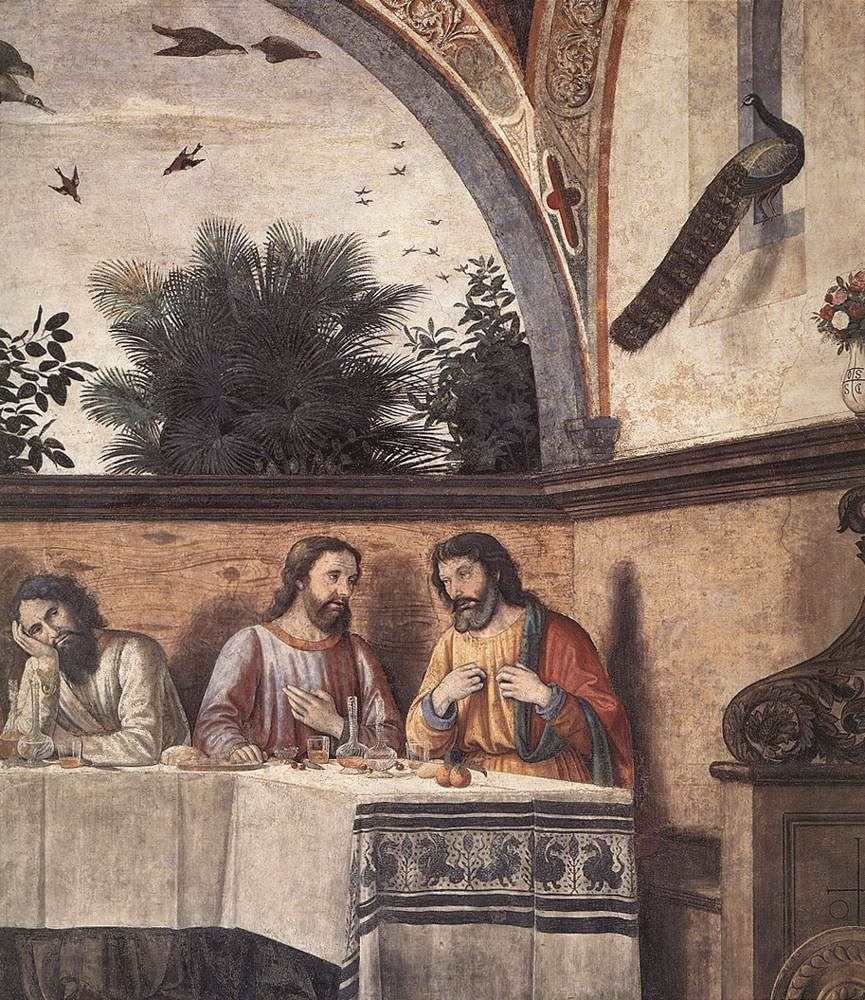
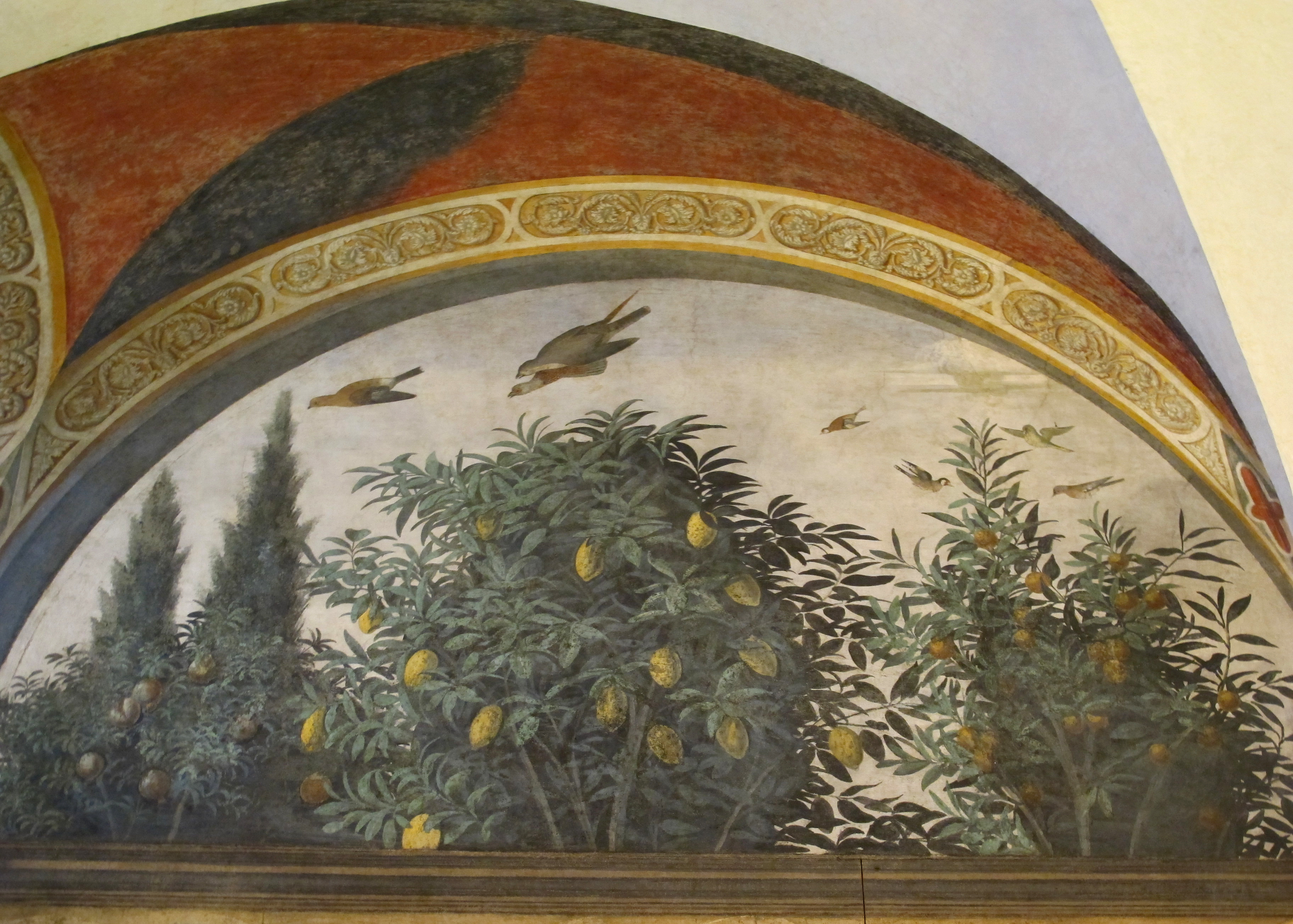
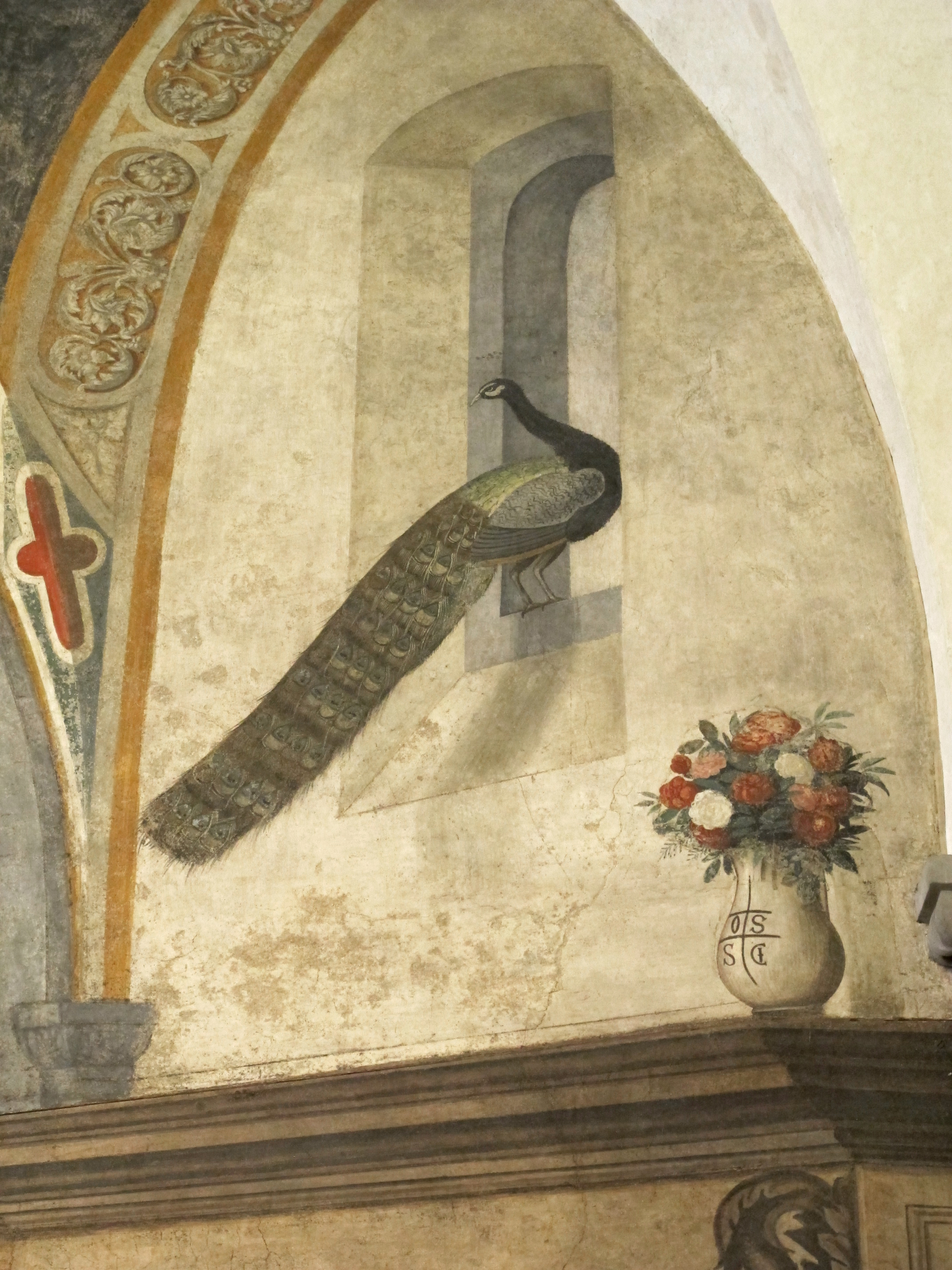